# Czesław Przęzak
Czesław Przęzak (ur. 9 kwietnia 1952 we Wrocławiu) – polski artysta, specjalizujący się w karykaturze, malarstwie i historii sztuki. Jest aktywnym członkiem Stowarzyszenia Polskich Artystów Karykatury (SPAK) oraz Union of Word Cartoonists (UWC), pracuje twórczo od 1975 roku.

## Życiorys
Jego debiut prasowy miał miejsce w 1986 roku w piśmie satyrycznym "Karuzela" oraz niemieckim czasopiśmie "Eulenspiegel". Przez te lata twórczej działalności współpracował z różnymi czasopismami, m.in., "Gazeta Wrocławska", "Pik Wrocław", "Karuzela", "Tygodnik Solidarność", "Aida", oraz międzynarodowym magazynem "Fenamizah" z Turcji.
Jego karykatury były eksponowane na licznych wystawach zarówno krajowych, jak i międzynarodowych, m.in., w Turcji, Włoszech, Rumunii, Iranie, USA, Rosji, Brazylii, Austrii, Indiach czy Kolumbii. Uczestniczył również w wielu konkursach, zdobywając nagrody i wyróżnienia, takie jak wyróżnienie w konkursie "Kaktus 89", I nagroda na Janowie 89, czy nagroda Dyrektora Muzeum Karykatury w Warszawie podczas Satyrykonu w Legnicy w 2010 roku.  Twórca ma swoje miejsce w unikalnym dziele "Leksykon polskich artystów karykatury 1945-2013"
Wystawy indywidualne:
- 1994 rok Wrocław duża wystawa w „Galerii na strychu” zorganizowana przez panią Krystynę Strużynę-Kunecką /artystka rzeźbiarz[4]

- 2016 rok Wrocław wystawa  z okazji jubileuszu - 30 lat uprawiania satyry 1986-2016 Czesław Przęzak  - „Zezoowate szczęście” Klub Pod Kolumnami[4]

- 2020 rok Wrocław retrospektywna wystawa z okazji jubileuszu  45-lecia pracy twórczej „Zaraźliwy Uśmiech" Klub Pod Kolumnami[4]

- 2021 rok Zielona Góra - "Zaraźliwy Uśmiech". Wystawa rysunku satyrycznego Czesława Przęzaka[10]

- 2022 rok Wrocław - Wystawa "Podniebna husaria. Lećcie z nami"[11]

- 2022 rok Niemodlin - Wystawa rysunku satyrycznego Czesława Przęzaka[12]

## Hobby

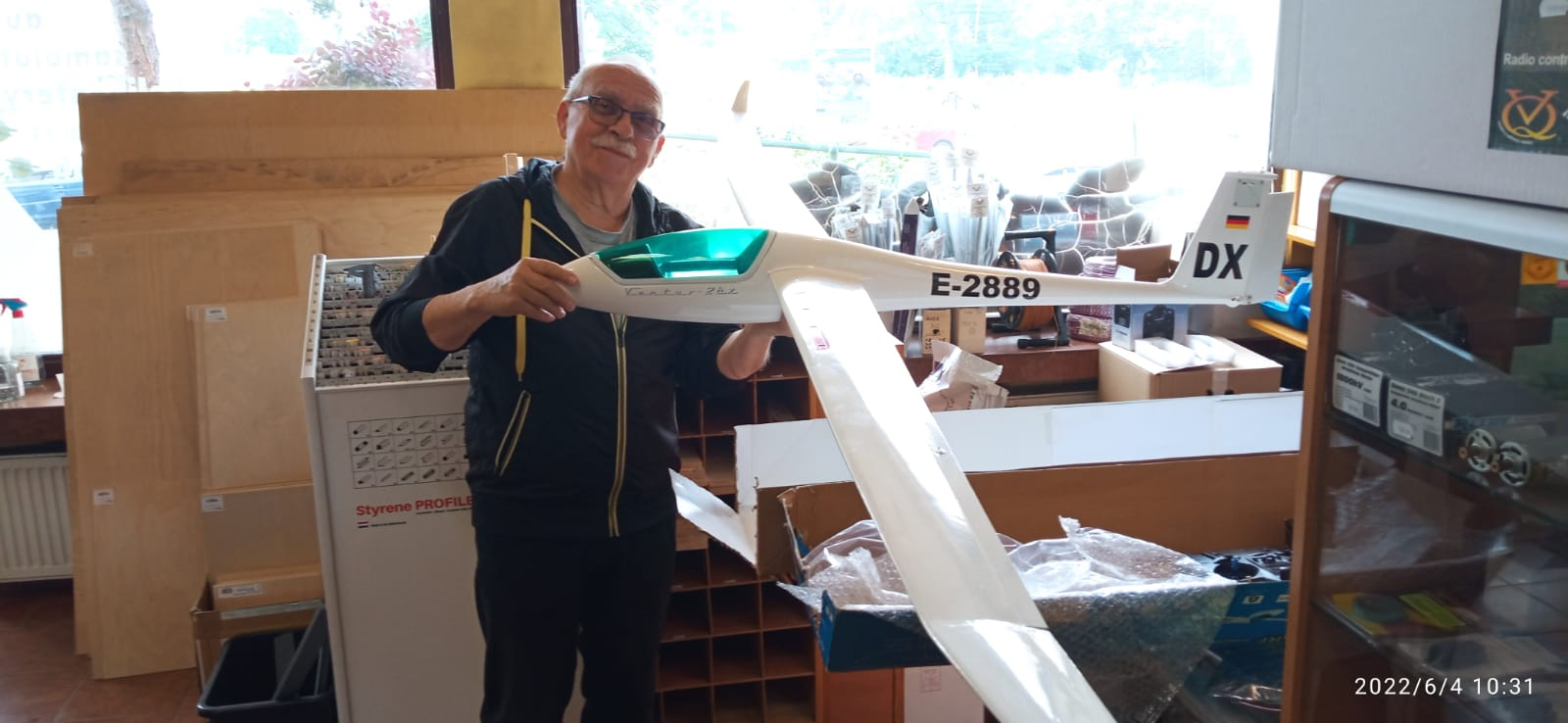
Rok 2023, hobby lotnictwo.

Oprócz karykatury, Czesław Przęzak zajmuje się malarstwem olejnym, akrylowym i pastelą. Kolejną pasją artysty jest lotnictwo, zwłaszcza myśliwce z okresu I wojny światowej, oraz szybownictwo. Trzecią pasją jest biała broń, a w szczególności szable polskie. Czwartym hobby Czesława Przęzaka są góry (wieloletni aktywny członek PTTK).

## Nagrody
| Rok  | Wydarzenie                                                                                 | Nagroda                             |
| ---- | ------------------------------------------------------------------------------------------ | ----------------------------------- |
| 1989 | Kaktus                                                                                     | Wyróżnienie                         |
| 1989 | Janowo                                                                                     | 1. miejsce                          |
| 1989 | Bełchatów                                                                                  | Wyróżnienie                         |
| 1999 | Włocławek                                                                                  | Wyróżnienie                         |
| 2010 | Satyrykon Legnica                                                                          | Nagroda dyrektora                   |
| 2011 | Manufaktura Satyry Żyrardów                                                                | Nagroda Prezydenta Miasta Żyrardowa |
| 2013 | Konkurs Muzeum Karykatury "Rysunek miesiąca"                                               | 1. miejsce                          |
| 2013 | Konkurs "Medi@ społecznościowe" Zielona Góra-Debiut                                        | Nagroda dyrektora                   |
| 2014 | Tallinn, Estonia - Living Streets                                                          | 1. miejsce                          |
| 2014 | SPAK Żyrardów                                                                              | Wyróżnienie                         |
| 2016 | Tabriz-Iran City & Citizen                                                                 | Wyróżnienie                         |
| 2017 | Gafsa International Cartoon Forum                                                          | Certyfikat                          |
| 2017 | FENAMIZAH e-magazine                                                                       | Certyfikat                          |
| 2018 | International Salon of Press Caroonsand Satrical Viusal Arts                               | Certyfikat                          |
| 2018 | Miks                                                                                       | Certyfikat                          |
| 2018 | YOYOY - satiristang bisaya                                                                 | Certyfikat                          |
| 2019 | Spirito di Vino                                                                            | 3. miejsce                          |
| 2019 | The 1st International Kurds Cartoon Forum                                                  | Certyfikat                          |
| 2019 | Ceru Lampoon festival'19                                                                   | Certyfikat                          |
| 2019 | Deadline                                                                                   | Certyfikat                          |
| 2019 | 1st Welt Heimat "War and Humanity" International Cartoon Contest                           | Certyfikat                          |
| 2019 | The Art of Being Human International Cartoon Exhibition Izmir Turkey                       | Certyfikat                          |
| 2019 | The first International Caricature Competition/Syria                                       | Certyfikat                          |
| 2019 | World Cartoon Forum/ Wonderful? Wonder World                                               | Certyfikat                          |
| 2020 | 1 Festival Internacional De Caricaturas E Cartuns do Macico de Baturite                    | Certyfikat                          |
| 2020 | Certificado De Seleccao VII Bienal De Humor Lwz D'Olivera Gwmaraes                         | Certyfikat                          |
| 2020 | Red Man Cartoon                                                                            | Certyfikat                          |
| 2020 | Muzeum Karykatury                                                                          | List Gratulacyjny                   |
| 2020 | Libex Second International Competition                                                     | Certyfikat                          |
| 2020 | Diploma de Finalista VII Bhlog                                                             | Certyfikat                          |
| 2020 | "Uważamy że w kulturze"                                                                    | Nagroda Specjalna                   |
| 2020 | Międzynarodowy Festiwal Komiksu i Rysunku                                                  | Nagroda Specjalna                   |
| 2020 | Międzynarodowy Konkurs Rysunku Satyrycznego KARPIK                                         | Nagroda Główna                      |
| 2020 | Medunarodna Izlozba Karikature                                                             | Certyfikat                          |
| 2020 | International Cartoon Exhibition                                                           | Certyfikat                          |
| 2021 | International Cartoon Competition & On Road Safety Malaysia                                | Certyfikat                          |
| 2021 | Shiraz-Iran International Metro Cartoon Festival                                           | Certyfikat                          |
| 2021 | Libex Fondazione Giuseppe Di Vagno                                                         | Certyfikat                          |
| 2021 | XXI Year Of The biennial Of Cartoon Humor And Satire                                       | Certyfikat                          |
| 2021 | World Press Cartoon                                                                        | Certyfikat                          |
| 2021 | Medunarodna Izlozba Karikature                                                             | Certyfikat                          |
| 2022 | "Humanity"                                                                                 | Specjalna nagroda                   |
| 2022 | Fundacja Festiwalu Satyry Europejskiej Koziołki                                            | Certyfikat                          |
| 2022 | International Contest of Caricature and Cartoon                                            | Certyfikat                          |
| 2022 | 11th International Bojnourd Cartoon Festival                                               | Certyfikat                          |
| 2022 | Certificado De Seleccao VII Bienal De Humor Lwz D'Olivera Gwmaraes                         | Certyfikat                          |
| 2022 | Otwarty Międzynarodowy Konkurs na Rysunek Satyryczny                                       | Certyfikat                          |
| 2022 | International "Peace" Cartoon Exhibition -Turkey 2022                                      | Certyfikat                          |
| 2022 | Selcuk Belediyesi                                                                          | Certyfikat                          |
| 2022 | ZeGeBoom International Cartoon Exhibition                                                  | Certyfikat                          |
| 2023 | The 7th International Cartoon Gatherins                                                    | Certyfikat                          |
| 2023 | Land and Drought                                                                           | Certyfikat                          |
| 2023 | International competition in Algeria                                                       | Certyfikat                          |
| 2023 | Raed cartoon                                                                               | Certyfikat                          |
| 2023 | UMOR Gura Humorului                                                                        | Certyfikat                          |
| 2023 | IRAQ 2023                                                                                  | Certyfikat                          |
| 2023 | Of Fartoon International Exhibition - Portugal                                             | Certyfikat                          |
| 2024 | The Winners Of The 6TH Gold Panda International Cartoon And Illustration Competition/China | Miedziana Panda                     |

## Wystawy zagraniczne
| Rok  | Miejsce                          | Wydarzenie                             |
| ---- | -------------------------------- | -------------------------------------- |
| 1989 | Gabrowo-Bułgaria                 | Biennale Humoru i Satyry               |
| 1992 | Czechy Havirov Mesto-Czechy      | Muzyka                                 |
| 1993 | Belgia Kohoutem-Belgia           | Magia                                  |
| 1993 | Wlochy Marostica-Włochy          | Jubileusz                              |
| 1994 | Anglia Londyn-Anglia             | Współczesna Satyra Polska              |
| 1994 | USA New York/Chicago-USA         | Przegląd Satyry Polskiej               |
| 1998 | Francja S.Just le Martel-Francja | Jesienny Przegląd Rysunku Satyrycznego |
| 1998 | Holandia Amstelveen-Holandia     | 20 wieków – jedzenie i picie           |
| 1999 | Belgia KnokkeHeist-Belgia        | Człowiek chce się śmiać                |
| 2008 | Belgia KnokkeHeist-Belgia        | Bez tematu                             |
| 2010 | Turcja Stambuł-Turcja            | 30 Nasreddin Hodja 2010                |
| 2010 | Turcja Stambuł-Turcja            | Aydin Dogan 2010                       |
| 2011 | Turcja Stambuł-Turcja            | Aydin Dogan 2011                       |
| 2011 | Bułgaria Sofia-Bułgaria          | ART                                    |
| 2011 | Turcja Stambuł-Turcja            | 31 Nasreddin Hodja 2011                |
| 2012 | Belgia KnokkeHeist-Belgia        | Knokke – Heist 2012 Rower              |
| 2012 | Belgia Olen-Belgia               | Puzzle i puzzlersi                     |
| 2012 | Austria Wiedeń-Austria           | Wystawa Satyry Polskiej                |
| 2012 | Włochy                           | La Ghignata                            |
| 2013 | Rosja Soczi-Rosja                | Olimpiada 2013                         |
| 2013 | Armenia Erewań-Armenia           | SunnyDragon 2013 Prasa                 |
| 2013 | Australia HarbourCity-Australia  | The 25 Rotary Cartoon                  |
| 2013 | Brazylia Piaui-Brazylia          | Piaui 2013                             |
| 2013 | Serbia Kragujevac-Serbia         | Stop wojnie                            |